# Salangsdalen
Salangsdalen es un valle fluvial en el municipio de Bardu en Troms, Noruega. El río Salangselva fluye desde el norte. Éste termina en la mitad de Bardu, cerca de Setermoen.
La ruta europea E6 atraviesa el valle. El Zoológico Polar está en el Salangsdalen. La capilla de Salangsdalen está en la zona sur.  El parque nacional Rohkunborri está justo al este.